# Yoriko Kawaguchi
Yoriko Kawaguchi (川口 順子?, Kawaguchi Yoriko; Tokyo, 14 gennaio 1941) è una politica, diplomatica ed economista giapponese, membro del Partito Liberal Democratico.

## Biografia
Nata a Tokyo il 14 gennaio del 1941, Yoriko Kawaguchi ha conseguito una laurea in relazioni internazionali all'Università imperiale di Tokyo e un Master of Philosophy in economia all'Università Yale.

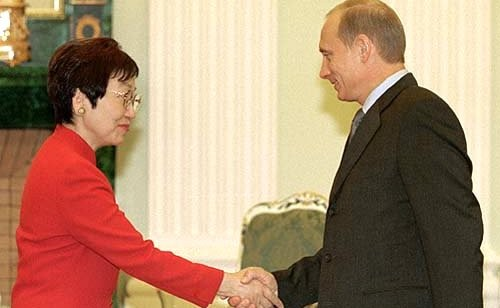
Yoriko Kawaguchi assieme al Presidente della Russia Vladimir Putin nel 2002.

Ex economista presso la Banca Mondiale, Yoriko Kawaguchi ha lavorato come direttrice generale degli affari globali presso il ministero giapponese del commercio internazionale e dell'industria (l'attuale ministero dell'economia, del commercio e dell'industria) tra il 1992 e il 1993, prima di diventare amministratrice delegata di Suntory nel settembre del 1993. Inoltre nel 2000 diviene direttrice generale dell'Agenzia ambientale.
Diventa poi ministra dell'ambiente dal 2000 al 2002, prima con Yoshirō Mori e per pochi giorni con Jun'ichirō Koizumi, per poi divenire con quest'ultimo ministra degli affari esteri dal 2002 al 2004.
Viene eletta successivamente nella Camera dei consiglieri nel 2005, rimanendo fino al 2013. Durante questi anni, diventa vicepresidente dell'assemblea generale dei membri del Partito Liberal Democratico alla camera alta. Attualmente è membro del comitato CSR della Fondazione Tokyo.

### Controversie
Nel 2013, allora legislatrice della coalizione di governo del Partito Liberal Democratico, ottiene l'approvazione del parlamento per recarsi in Cina il 23 e 24 aprile al fine di partecipare a una conferenza. Tuttavia, senza l'autorizzazione del governo giapponese, ci rimane un ulteriore giorno per incontrare il consigliere cinese Yang Jiechi.
Nonostante le scuse di lei all'allora primo ministro e capo del Partito Liberal Democratico Shinzō Abe, affermando che l'incontro con Yang era ritenuto un'occasione rara, svolto solo al fine di migliorare le relazioni tra i due paesi dopo la disputa territoriale in corso sul Mar Cinese Orientale, viene estromessa dal suo incarico il 9 maggio del 2013, perché mancato di rispetto, secondo la Camera alta giapponese.